# Крулевська-Воля (Нижньосілезьке воєводство)
Крулевська-Воля (пол. Królewska Wola, нім. Königswille) — село в Польщі, у гміні Мендзибуж Олесницького повіту Нижньосілезького воєводства.
Населення — 149 осіб (2011).
У 1975-1998 роках село належало до Каліського воєводства.

## Демографія
Демографічна структура станом на 31 березня 2011 року:
|          | Загалом | Допрацездатний вік | Працездатний вік | Постпрацездатний вік |
| -------- | ------- | ------------------ | ---------------- | -------------------- |
| Чоловіки | 84      | 21                 | 56               | 7                    |
| Жінки    | 65      | 19                 | 35               | 11                   |
| Разом    | 149     | 40                 | 91               | 18                   |